# 平庄西城街道
平庄西城街道，是中华人民共和国内蒙古自治区赤峰市元宝山区下辖的一个乡镇级行政单位。

## 行政区划
平庄西城街道下辖以下地区：
如意东社区、如意西社区、王府社区、紫辰社区、惠宁社区、锦绣社区和阳光社区。